# Roger Grove
Roger Robert Grove (Greenville, 19 giugno 1908 – Torrance, 19 dicembre 1986) è stato un giocatore di football americano statunitense che ha giocato nel ruolo di running back per i Green Bay Packers della National Football League (NFL). Al college giocò a football all'Università statale del Michigan.

## Carriera professionistica
Groove iniziò la carriera professionistica con i Green Bay Packers dell'allenatore Curly Lambeau nel 1931, anno in cui vinse subito il campionato NFL. Rimase tutta la carriera nel Wisconsin disputando complessivamente 51 partite e giocando sia in attacco, come running back e occasionalmente come quarterback (segnando 7 touchdown), che in difesa.

## Vittorie e premi
- Campione NFL: 1

Green Bay Packers: 1931

## Statistiche
| Partite totali | 51  |
| Yard corse     | 308 |
| Touchdown      | 7   |